# حقیقت و روش
حقیقت و روش به آلمانی: Wahrheit und Methode کتابی است که در سال ۱۹۶۰ توسط فیلسوف هانس-گئورگ گادامر منتشر شد و دربارهٔ مفهوم هرمنوتیک فلسفی (متاثر هستی و زمان مارتین هایدگر در سال ۱۹۲۷) است. این کتاب اثر اصلی گادامر به حساب می‌آید.
در واقع این کتاب واکنشی بود به روش‌های پوزیتویستی مدرنیته که از سوی دانشمندان علوم طبیعی (Naturwissenschaften) به مثابهٔ یگانه روش درست و موثق برای شناخت جهان پیرامون مطرح می‌شد.
علوم انسانی (Geisteswissenschaften)، در این میان بواسطهٔ ضدیت با مکاتب مدرسی و شیوه‌های کلیسایی و نیز ذهنیت مخدوش از قرون وسطا، بکلی از گردونهٔ شناخت و حتی اعتبار خارج شد؛ انتظار دانشمندان این روزگاران، این بود که هر شناختی باید در هر زمان و مکانی در این کرهٔ خاکی، یکسان، پیش‌بینی‌پذیر و قابل تعمیم باشد؛ همانند آب که در همه جا در دمای صد درجه می‌جوشد! در این گیرودار، گادامر توانست با نوشتن کتاب حقیقت و روش، چارچوب کلی و بنیادی علوم انسانی را پی‌ریزی کند و به زمانهٔ خود بفهماند که مقایسهٔ انسان با آب، اشتباه و چه بسا نابخردانه است؛ چرا که انسانها از یک «خودآگاهی معنی‌دار تاریخی» (wirkungsgeschichtliches Bewußtsein) برخوردارند که شبکه‌ای پیچیده از تاریخ و فرهنگ و عقاید و باورها را به گرد آنان تنیده‌است. حقیقت و روش سبب گردید که فلسفه و جامعه‌شناسی جرات بکار بردن یک روش علمی برای تحقیقات خود بیابند. این کتاب، موج بزرگی از اندیشمندان را با خود همراه ساخت و «هرمنوتیک» را به عنوان یک روش پذیرفته در علوم انسانی بازشناساند.
گادامر به شدت به ایده‌های فلاسفهٔ هرمنوتیک رومانتیک مانند فریدریش شلایرماخر و ویلهلم دیلتای توجه کرده و بیان می‌کند که معنی از طریق ارتباطات درون ذهنی ایجاد می‌شود. در اینجا دیگر مخاطب و الزامات بعد فهم ملاک نیست و اصل بر خود فهم و ایده اولیه نشات گرفته از ذهن مؤلف است که قوام پذیر است و خواه ناخواه بر روان گیرندگان جای می‌گیرد.
محمدرضا بهشتی سالهاست مشغول ترجمه این اثر به فارسی است